# 永井柳太郎
永井 柳太郎（ながい りゅうたろう、1881年〈明治14年〉4月16日 - 1944年〈昭和19年〉12月4日）は、大正から昭和にかけて活躍した日本の政党政治家。憲政会・立憲民政党所属。大日本育英会（現：日本学生支援機構）創立者。族籍は東京府士族（旧加賀藩士）。

## 来歴
石川県金沢の貧しい小学教員の家庭に生まれる。石川県士族・永井登の長男。
新堅町尋常小学校、長町高等小学校を経て旧制石川県尋常中学（現石川県立金沢泉丘高等学校）に入学するも喧嘩が原因で中退し、1897年（明治30年）に同志社尋常中学校3学年に編入するもストライキを起こして中退。関西学院普通学部を経て1905年（明治38年）に早稲田大学大学部政治経済学科を卒業する。
関学時代にキリスト教の洗礼を受け、早大では雄弁会に所属し、同会での演説が大隈重信に認められ、ユニテリアン団体の支援によりマンチェスター・カレッジ（現・ハリス・マンチェスター・カレッジ (オックスフォード大学)に留学。帰国後は母校早稲田大学で植民学の教鞭をとったが、早稲田騒動で「天野派幕僚中の謀士」とみなされ、教授職を罷免された。
1917年（大正6年）の第13回総選挙で石川県第1区に憲政会から立候補するが、政友会の中橋徳五郎に203票差で敗れる。中橋が大阪9区に回った1920年（大正9年）の第14回総選挙では政友会の米原於菟男を破って初当選した。
同年7月8日、衆議院で「西にレーニン、東に原敬あり」と発言。5日間の登院停止処分を受ける。
その後、連続8回連続当選。民政党幹事長、齋藤内閣の拓務大臣、第1次近衛内閣の逓信大臣を務め、阿部内閣では鉄道大臣と逓信大臣を兼任した。
民政党内では親軍派の中心におり、聖戦貫徹議員連盟に参加。近衛文麿主唱の新体制運動にもいち早く呼応し、1940年（昭和15年）には同志議員35名とともに民政党を離党。民政党解党・大政翼賛会合流の先鞭をつけた。
大政翼賛会では常任総務・東亜局長を務めた。1943年（昭和18年）、大日本育英会創立とともに会長に就任。
1944年（昭和19年）12月4日、危篤となり天皇・皇后より侍医が遣され葡萄酒が下賜されるも、同日、慢性腹膜炎のため大東亜中央病院で死去。12月5日には弔問の勅使が遣され幣帛、供物、花を賜った。道雄の話では、東京で空襲が本格化する状況下、「国民に申し訳ない」と言い残して永眠したという。墓所は野田山霊園。

## 人物
貧しい小学教員の家庭に生まれた永井は青年時代から「貧しい者の為に自分の一生を献したい」という気持ちになったという。
大隈と同様、グラッドストンを深く尊敬しており、1922年（大正11年）にはグラッドストンの伝記を著している。またグラッドストンの反帝国主義思想を受け継いで拓相在任中には帝国主義政策の改善にあたった。
荘重さを本領とする雄弁家として知られ、歯に衣着せぬ演説で高名だった中野正剛と対称をなした。また敬虔なクリスチャンでもあった。1982年（昭和57年）5月3日放送のNHK特集「昭和の名演説」に出演した二男の永井道雄によると、柳太郎は演説の前には必ず「演説によって一人でも多く良い影響を与えられますように、また一人でも悪い影響を与えませんように」と祈りを捧げていたという。また演説は「お金の代わり」、すなわち金銭によらない選挙を実現するための道具と捉えていたという。

## 栄典
- 1934年（昭和9年）4月29日 - 勲一等瑞宝章[14]
- 1940年（昭和15年）8月15日 - 紀元二千六百年祝典記念章[15]
- 1944年（昭和19年）12月4日 - 勲一等旭日大綬章[16]

## 著書

### 単著
- 『英人気質思ひ出の記』実業之日本社、1910年8月。 NCID BN06503881。全国書誌番号:20094358。
- 『社会問題と植民問題』新興社、1912年12月。 NCID BN0568345X。全国書誌番号:20094373。
- 『残飯』南北社、1914年6月。 NCID BA81383293。全国書誌番号:43019691。
- 堤康次郎 編『対支外交論』公民同盟出版部〈公民同盟叢書 第5巻〉、1915年6月。 NCID BA5534769X。全国書誌番号:43004688。
- 『政治時論 野声』莫哀社、1916年2月。 NCID BN05608013。全国書誌番号:43006714。
- 『植民原論』巌松堂書店、1916年10月。 NCID BN12993388。全国書誌番号:20098084。
- 『改造の理想』精禾堂、1920年5月。 NCID BA37823637。全国書誌番号:43023911。
- 『植民原論』巌松堂書店、1921年7月。 NCID BN09059391。全国書誌番号:43020208。
- 『ウヰリアム・ヱワート・グラッドストン』実業之日本社〈英傑伝叢書 第10編〉、1922年2月。 NCID BA53386996。全国書誌番号:43019285。
- 『永井柳太郎氏大演説集』大日本雄弁会、1924年3月。 NCID BA39589494。全国書誌番号:43043817。
- 『世界政策十講』白揚社、1925年6月。 NCID BA39864012。全国書誌番号:43048671。
- 『グラッドストン』実業之日本社、1929年5月。 NCID BN1594161X。全国書誌番号:46083175。
- 『永井柳太郎氏大演説集』 第2集、大日本雄弁会講談社、1930年1月。 NCID BN05182013。全国書誌番号:47012025。
- 『戯曲 大隈重信』大日本雄弁会講談社、1932年11月。 NCID BA34478576。全国書誌番号:46082306 全国書誌番号:65011449。
- 『時局の動向を語る』談論社、1936年7月。全国書誌番号:44021708。
- 『アジア再建の義戦』国民精神総動員中央連盟、1937年11月。 NCID BA87373827。全国書誌番号:44025791 全国書誌番号:46044449。
- 『アジア再建の義戦・支那事変と英国の言動』兵庫県国防協会播州国防研究会本部、1937年12月。全国書誌番号:44032710。
- 『私の信念と体験』岡倉書房、1938年8月。 NCID BN10045907。全国書誌番号:46061550。
- 『日本なくんば亜細亜なし』湘風会、1939年4月。 NCID BB24105456。全国書誌番号:44020905。
- 『戯曲 銭屋五兵衛』新潮社、1939年10月。 NCID BA45861245。全国書誌番号:46061702。
- 『太平洋争覇時代と歴史的意義』横浜貿易協会〈貿易夏季大学講義録 第13回〉、1941年9月。全国書誌番号:44022705。
- 『世界再建の基本理念』大政翼賛会北海道支部〈翼賛叢書 第1輯〉、1941年11月。全国書誌番号:44034375。
- 『興亜論集 世界に先駆する日本』照文閣、1942年6月。 NCID BN0559621X。全国書誌番号:46008472。
- 『大東亜に愬ふ』大政翼賛会宣伝部、1943年6月。全国書誌番号:46009018。
- 大日本皇道奉賛会 編『永井柳太郎氏興亜雄弁集』竜吟社創立事務所、1944年6月。 NCID BN15377256。全国書誌番号:46008278 全国書誌番号:60004723。

### 共著
- 久米邦武、永井柳太郎『支那大観と細観』新日本社、1917年6月。 NCID BA36425865。全国書誌番号:43024164。
- 永井柳太郎、那須皓『興亜運動と協同組合の使命』十九紫会〈東亜協同組合叢書 第4輯〉、1941年11月。 NCID BA66083115。全国書誌番号:44028189。
- 永井柳太郎、大蔵公望『興亜教育の要諦』大政翼賛会興亜総本部宣伝部、1944年3月。 NCID BB19444394。全国書誌番号:46037108。

### 翻訳
- エチ・ヰ・エヂアトン『英国殖民発展史』早稲田大学出版部〈早稲田叢書〉、1909年2月。 NCID BA60350478。全国書誌番号:40033045。
- カール・ヘルッフェリヒ『独逸富強論』公民同盟、1916年7月。 NCID BA41498970。全国書誌番号:43023317。

## 家族・親族
永井家
- 父・登（石川士族）[2]
- 妻・次代（1887年 - ?、東京士族、三浦徹の長女）[2]
- 二男・道雄[2]（1923年 - 2000年、教育社会学者） - 三木内閣の文部大臣を務めた。

親戚
- 妻の父・三浦徹[2]（日本基督教会の牧師）
- 従弟・永井外吉（駿豆鉄道社長） - 西武グループ総帥の堤康次郎の義弟（外吉の妻・ふさ子は堤康次郎の妹）。
- 孫・鮫島宗明（民主党の衆議院議員）

## 政策・主張

### 政見綱領
社会改造を念願とし、日本の内治外交を建て直し、即ち国民生活の再建設、国民能力総動員に因って最高度の生産能率を挙げ、経済組織を改め新社会を造り、同時に過去数世紀白人種の暴圧に虐げられたアジア民族を解放し、新興アジアの建設を使命とする。

### 手がけた政策
- 特別科学学級 - 1944年（昭和19年）9月9日建議、同月11日可決[17]。

## 語録
- 「来たり、見たり、敗れたり」

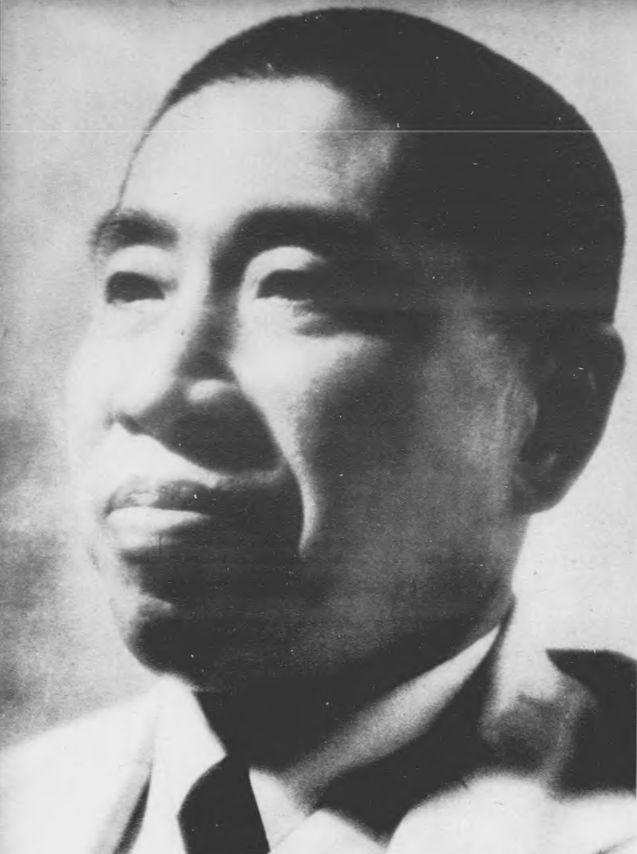
逓信大臣当時の永井

  - 1917年（大正6年）の第13回総選挙で落選した際に金沢兼六園内でおこなった敗北報告の演説より（シーザーの戦勝報告「来た、見た、勝った (Veni, Vidi, Vici)」をもじったもの）。
- 「西にレーニン、東に原敬」
  - 1920年（大正6年）の初当選後に衆議院で初めて行った演説より（「選挙の天才」原総理率いる立憲政友会が第14回総選挙で地滑り的大勝を収めたことを受けて、原を独裁者レーニンに喩えたもので、永井はこの演説で初に懲罰を受ける羽目になった）。